# Salim al-Yarabi
Salim Saleh Mus al-Yarabi (* 15. Januar 1994) ist ein omanischer Leichtathlet, der im Weit- und Dreisprung an den Start geht. Er ist in beiden Disziplinen aktueller Inhaber des omanischen Landesrekordes.

## Sportliche Laufbahn
Erste internationale Erfahrungen sammelte Salim al-Yarabi im Jahr 2017, als er bei der Sommer-Universiade in Taipeh jeweils ohne einen gültigen Versuch in der Vorrunde im Weit- und Dreisprung ausschied. 2019 verpasste er bei den Asienmeisterschaften in Doha mit 6,85 m den Finaleinzug im Weitsprung und anschließend gelangte er bei den Militärweltspielen in Wuhan mit 6,92 m auf Rang zwölf. 2021 belegte er bei den Arabischen Meisterschaften in Radès mit 7,56 m den vierten Platz und im Jahr darauf schied er bei den Weltmeisterschaften in Eugene mit 7,43 m in der Vorrunde aus. Im August belegte er dann bei den Islamic Solidarity Games in Konya mit 7,57 m den siebten Platz. 2023 siegte er mit 7,54 m und 15,55 m im Weit- und Dreisprung bei den Westasienmeisterschaften in Doha und siegte anschließend mit 7,75 m bzw. 16,42 m auch bei den Arabischen Meisterschaften in Marrakesch, womit er in beiden Disziplinen einen neuen Landesrekord aufstellte. Daraufhin gewann er bei den Panarabischen Spielen in Algier mit 7,55 m die Bronzemedaille im Weitsprung hinter dem Algerier Yasser Triki und Zayed Latif aus Marokko und im Dreisprung gewann er mit 15,41 m ebenfalls die Bronzemedaille hinter den Algeriern Triki und Adem Boualbani. Im Juli gelangte er dann bei den Asienmeisterschaften in Bangkok mit 15,18 m auf Rang 14 im Dreisprung. Im Oktober gelangte er bei den Asienspielen in Hangzhou mit 14,68 m auf Rang zwölf.

## Persönliche Bestleistungen
- Weitsprung: 7,75 m (−0,4 m/s), 24. Juni 2023 in Marrakesch (omanischer Rekord)
  - Weitsprung (Halle): 7,54 m, 4. März 2019 in Teheran (omanischer Rekord)
- Dreisprung: 16,42 m (0,0 m/s), 23. Juni 2023 in Marrakesch (omanischer Rekord)
  - Dreisprung (Halle): 15,30 m, 3. März 2019 in Teheran